# Kiadatlan dalok (Kovács Kati-album)
A Kiadatlan dalok Kovács Kati harmincnyolcadik albuma.
Az MTVA kiadásában 2017-ben megjelent CD-n az eddig még kiadatlan dalok hallhatók. Az album alig három hónap alatt aranylemez lett, amit az énekesnő 2018-ban az áprilisi szimfonikus nagykoncertjén vett át a kiadótól. Az albumon szereplő dalok korábban semmilyen hanghordozón sem jelentek meg, így nem sokan ismerték az énekesnő ezen dalait.

## Dalok
1. Félútról az ember visszanéz
2. Nem bánok semmit sem
3. Hullhat rám a jégeső
4. Szeretni kéne
5. Dal
6. Nem járható tovább az út
7. Csak fél emberek voltunk
8. Szabadon nyílik
9. Várnék rád
10. Adagio
11. Nem kell már több szerelem
12. Kivel osztod meg az életedet
13. Álomherceg